# Il testimone (film 1978)
Il testimone (Le Témoin) è un film del 1978 diretto da Jean-Pierre Mocky.
La pellicola, con protagonisti Alberto Sordi e Philippe Noiret, è tratto dal romanzo Shadow of a Doubt di Harrison Judd (pubblicato in Italia col titolo L'ombra del dubbio sul n° 714 dei Gialli Mondadori, 7 ottobre 1962).
I rapporti fra i due protagonisti non furono buoni. Lo confermò Philippe Noiret in un'intervista nella quale disse di Alberto Sordi: "È impossibile lavorarci. Vuole sempre sembrare il migliore".

## Trama
Il pittore italiano Antonio Berti viene invitato nella cittadina francese di Reims da un suo vecchio e caro amico d'oltralpe, Robert Maurisson, che ha fatto carriera sposando Louise, una donna appartenente ad una delle famiglie più ricche della città.
Arrivato a Reims, Antonio viene incaricato di procedere al restauro di alcuni dipinti all'interno della cattedrale. Per fare ciò si serve di una bambina, Cathy, che posa come modella di un angelo.
Una sera, trovandosi a passare davanti ad una vecchia villa abbandonata, Antonio crede di riconoscere l'amico Robert. Il pittore che, in un primo momento viene sentito come testimone, viene accusato da alcune persone di aver ucciso la giovane Cathy. L'assassino è in realtà l'amico Robert, che confessa ad Antonio di avere ucciso la ragazzina preso da un raptus.
Robert consiglia ad Antonio di fuggire in treno e rientrare in Italia, mentre lui successivamente lo avrebbe raggiunto con la sua auto. Accade però che Robert, scambiato per errore per Antonio, viene ucciso dal padre della defunta Cathy.
Il pittore viene arrestato sul treno e condannato alla ghigliottina. Finisce dietro alle sbarre per 4 anni in attesa dell'esecuzione, conscio che la verità non verrà mai a galla. Infatti la famiglia del colpevole, appartenente all'alta società, è ben decisa a conservare il silenzio sulla faccenda e non rivelare la verità.

## Produzione
Inizialmente, la parte di Sordi era stata preparata per Jean Gabin, che vi avrebbe ricoperto dunque quello d'un insegnante di pianoforte accusato di aver ucciso una ragazzina. L'attore accettò, richiedendo però che Philippe Noiret fosse il suo compagno cinematografico, il quale si dimostrò più che felice di parteciparvi. Malauguratamente, Gabin morì proprio durante la fase di pre-produzione, cosicché Noiret suggerì Alberto Sordi, a seguito di cui il film divenne una coproduzione con l'Italia. La professione del protagonista venne cambiata in restauratore d'arte, e le riprese spostate a Roma per ragioni logistiche, benché l'azione si svolga quasi unicamente a Reims (dove comunque vennero girate alcune scene).
La partecipazione di Sordi ha posto un altro problema: non esisteva una pena capitale in Italia e lo sceneggiatore Sergio Amidei dovette trovare un finale accettabile per il pubblico italiano. Furono così creati due finali: il personaggio di Sordi è ghigliottinato nella versione francese; mentre nella versione italiana si allude solo alla pena di morte, mostrando un flashback con un Sordi sorridente che si diverte a Reims.